# Марш, Джесси
Дже́сси А́лан Марш (англ. Jesse Alan Marsch; 8 ноября 1973, Расин, Висконсин, США) — американский футболист, выступавший на позиции полузащитника, и футбольный тренер. С мая 2024 года — главный тренер сборной Канады.

## Игровая карьера

### Клубная карьера
С 1992 по 1995 год Марш учился в Принстонском университете, где выступал за университетскую команду в NCAA.
На Студенческом драфте MLS 1996 Марш был выбран в третьем раунде под общим 21-м номером клубом «Ди Си Юнайтед», где ассистентом главного тренера являлся его бывший университетский тренер Боб Брэдли. За два сезона, проведённых в «Ди Си», он так и не стал игроком основной обоймы, сыграв лишь в 15 матчах.
5 января 1998 года Марш был обменян в новообразованный «Чикаго Файр», главным тренером которого был назначен Боб Брэдли, на Эй Джей Вуда и пик второго раунда Студенческого драфта MLS 1998. В «Файр» он быстро стал игроком основного состава и выступал за клуб в течение восьми сезонов.
24 января 2006 года Марш был обменян в «Чивас США», где в то время главным тренером был Боб Брэдли, на пик первого раунда Дополнительного драфта MLS 2007.
5 февраля 2010 года Джесси Марш официально объявил о завершении карьеры футболиста и вошёл в тренерский штаб национальной сборной США в качестве ассистента главного тренера Боба Брэдли. Марш является одним из трёх игроков, выступавших в каждом из первых 14 сезонов MLS (двое других — Стив Ролстон и Хайме Морено).

### Международная карьера
Марш имеет в своём активе два матча в составе сборной США. Первым из них был матч 2001 года против сборной Тринидада и Тобаго в квалификации к чемпионату мира в Японии и Южной Корее, вторым — товарищеский матч со сборной Китая в 2007 году.

## Тренерская карьера
10 августа 2011 года, несколько недель спустя после увольнения Боба Брэдли с должности главного тренера американской сборной, Марш был утверждён главным тренером будущего клуба MLS «Монреаль Импакт», который начал выступления в лиге с сезона 2012. По окончании дебютного сезона Марш покинул «Монреаль Импакт» по взаимному согласию из-за «разности философий», франшиза под его руководством одержала 12 побед и потерпела 16 поражений в 34 матчах, финишировав в 11 очках ниже зоны плей-офф.
В августе 2013 года Марш вернулся в свою альма-матер — Принстонский университет, войдя в тренерский штаб университетской футбольной команды в качестве ассистента.
7 января 2015 года Марш был назначен главным тренером «Нью-Йорк Ред Буллз», сменив на этом посту самого успешного тренера в истории клуба на тот момент Майка Петке, приведшего ньюйоркцев к первому титулу — победе в регулярном чемпионате сезона 2013. В первом же сезоне под руководством Марша «Ред Буллз» одержали вторую по счёту победу в регулярном сезоне с клубным рекордом в 18 выигрышей и 60 набранных очков, а он сам был признан тренером года в MLS. 17 июня 2016 года «Нью-Йорк Ред Буллз» объявили о продлении контракта с Маршем, условия и продолжительность соглашения оглашены не были.
9 июля 2018 года Марш перебрался в Европу, заняв пост ассистента главного тренера в штабе Ральфа Рангника в клубе немецкой Бундеслиги «РБ Лейпциг». Проработал на этой должности до конца сезона.
1 июля 2019 года Марш стал главным тренером клуба австрийской Бундеслиги «Ред Булл Зальцбург». Под его руководством команда выиграла «золотой дубль», а также впервые в истории вышла в групповой этап Лиги чемпионов.
29 апреля 2021 года было объявлено о том, что с начала следующего сезона Марш станет главным тренером «РБ Лейпциг», сменив ушедшего в «Баварию» Юлиана Нагельсмана. Однако уже 5 декабря был уволен с поста главного тренера команды после серии неудачных матчей в Бундеслиге и вылета из Лиги чемпионов.
28 февраля 2022 года Марш был назначен главным тренером клуба английской Премьер-лиги «Лидс Юнайтед», подписав контракт до июня 2025 года, после ухода оттуда Марсело Бьелсы. Под его руководством «Лидс» удержался в Премьер-лиге, одержав победу над «Брентфордом» в последний день сезона, хотя перед финальным туром находился в зоне вылета. 6 февраля 2023 года Марш был уволен из «Лидс Юнайтед». К этому времени клуб занимал 17-е место в турнирной таблице чемпионата, находясь над зоной вылета только по разнице забитых и пропущенных мячей, и не выигрывал семь матчей, одержав последнюю победу 5 ноября. Всего в сезоне клуб выиграл только четыре из 20 матчей в чемпионате, шесть раз сыграв вничью и потерпев 10 поражений.
13 мая 2024 года Марш возглавил сборную Канады.

### Статистика
| Команда              | Начало работы   | Окончание работы | Результаты | Результаты | Результаты | Результаты | Результаты |
| Команда              | Начало работы   | Окончание работы | И          | В          | Н          | П          | В %        |
| -------------------- | --------------- | ---------------- | ---------- | ---------- | ---------- | ---------- | ---------- |
| Монреаль Импакт      | 1 октября 2011  | 3 ноября 2012    | 36         | 12         | 7          | 17         | 033,33     |
| Нью-Йорк Ред Буллз   | 7 января 2015   | 6 июля 2018      | 152        | 76         | 31         | 45         | 050,00     |
| Ред Булл (Зальцбург) | 1 июля 2019     | 30 июня 2021     | 94         | 64         | 13         | 17         | 068,09     |
| РБ Лейпциг           | 1 июля 2021     | 5 декабря 2021   | 21         | 8          | 4          | 9          | 038,10     |
| Лидс Юнайтед         | 28 февраля 2022 | 6 февраля 2023   | 37         | 11         | 10         | 16         | 029,73     |
| Канада               | 13 мая 2024     |                  | 20         | 8          | 8          | 4          | 040,00     |
| Всего                | Всего           | Всего            | 360        | 179        | 73         | 108        | 049,72     |

## Достижения

### Как игрока
Командные
«Ди Си Юнайтед»
- Чемпион MLS (2): 1996, 1997
- Победитель регулярного чемпионата MLS: 1997
- Обладатель Кубка США: 1996

«Чикаго Файр»
- Чемпион MLS: 1998
- Победитель регулярного чемпионата MLS: 2003
- Обладатель Кубка США (3): 1998, 2000, 2003

### Как тренера
Командные
«Нью-Йорк Ред Буллз»
- Победитель регулярного чемпионата MLS: 2015

«Ред Булл» (Зальцбург)
- Чемпион Австрии (2): 2019/20, 2020/21
- Обладатель Кубка Австрии (2): 2019/20, 2020/21

Индивидуальные
- Тренер года в MLS: 2015